# Bola de agua di Celaya
La Bola de agua de Celaya è un serbatoio idrico ubicato nel entro storico della città di Celaya, nello stato di Guanajuato nel nord del Messico.
È l'unica torre idrica di questo tipo al mondo ancora esistente in forma sferica.

## Storia
Nel 1908, sotto il governo di I. Aranda, capo politico della città, furono predisposte le infrastrutture necessarie per avviare un progetto idraulico senza precedenti nel comune. Questo compito fu quindi assegnato al tedesco Alfredo Fink, proprietario della "Ferretería Alemana", (Ferramenta tedesca), situata nel centro di Celaya, che in collaborazione con il suo connazionale Heinrich Schöndube e l'azienda "Schöndube & Neugebauer", aveva già costruito con successo una torre uguale, assemblata con rivetti e un serbatoio sferico con una capacità di 1.000 metri cubi, in Germania. L'inaugurazione della "Bola de agua" segnò il progresso materiale e industriale della città e fece parte delle commemorazioni del primo centenario dell'Indipendenza del Messico. Tuttavia, lo scoppio della Rivoluzione messicana impedì al governo di sostenere i costi di costruzione, poiché anche l'economia era stata sabotata durante il movimento rivoluzionario. Il problema del debito con le aziende tedesche non fu risolto fino al 1921, quando il nuovo governo approvò i pagamenti in sospeso per il progetto di costruzione. La torre idrica venne quindi portata a termine e inaugurata il 15 settembre 1910, oggi è ancora in uso. Attualmente è unica nel suo genere per la sua forma sferica, poiché la torre idraulica costruita dalla stessa azienda, in Germania, (di cui la versione di Celaya è una copia), fu distrutta durante i bombardamenti della Seconda Guerra Mondiale. Le parti che compongono la struttura sono stati progettati e realizzati in Germania, dai progetti alle viti e alle lamiere, raggiungendo una perfezione tale da essere ormai riconosciuta in tutto il mondo. Venne dichiarata monumento dal comune di Celaya e utilizzata come simbolo della città nel 1980, durante il centenario della fondazione della città.

## Descrizione
La Bola de agua è costruita in acciaio, con la sala macchine al piano terra ha una forma esagonale ed è chiusa da sei pareti interamente in vetro, ha una base di 10 metri di larghezza e un'altezza di 35 metri da terra, ha un diametro di 12 metri e una capacità di 904 metri cubi. Il suo funzionamento e la sua manutenzione sono a carico dell'Ente Comunale di Acqua Potabile e Fognatura di Celaya (Junta Municipal de Agua Potable y Alcantarillado de Celaya, abbreviato e meglio conosciuto come JUMAPA), è l'unica in città che non ha il logo dell'azienda in quanto è oggi un monumento rappresentativo; le altre torri idrauliche che sono state costruite per immagazzinare e distribuire l'acqua in tutta la città, portano il logo della società di distribuzione idrica locale. Una targa commemorativa in marmo bianco, posta sopra la porta d'ingresso della sala macchine, ne ricorda la costruzione e specifica che il costo totale fu di 161.520,84 pesos messicani dell'epoca.

## Uso attuale

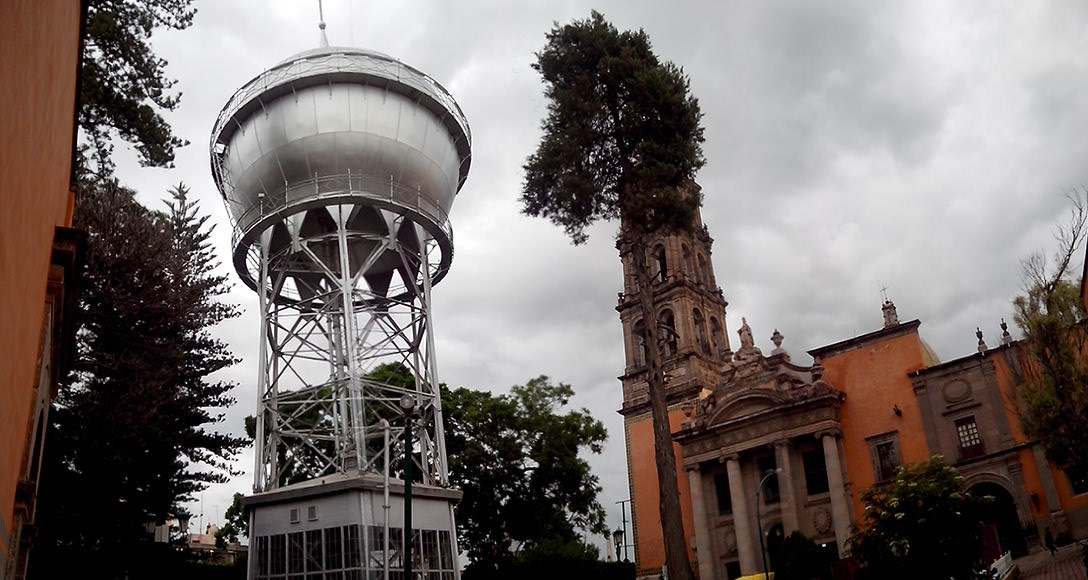
La Bola de agua e il vicino Templo de San Francisco

La regione in cui si trova la città di Celaya è stata, fin dall'antichità, adatta all'agricoltura, poiché il Río Laja che costeggia la città a sud era uno degli elementi fondamentali per la costruzione di grandi pozzi per rifornire tutte le colture che si trovavano all'interno del suo perimetro, quindi l'acqua e l'agricoltura sono sempre state di massima importanza per tutti gli abitanti di Celaya. Per questo motivo lo scopo principale dell'enorme torre dell'acqua era quello di fungere da serbatoio, funzione che ancora oggi continua a svolgere. Nella sala macchine, ubicata al piano terra, il comune, saltuariamente, organizza esposizioni ed eventi. Durante la notte è illuminata da un gioco di luci.